# Hawker Hunter
Hawker Hunter ("lovec") je bilo britansko reaktivno podzvočno lovsko letalo iz 1950ih. Uporabljal se je kot lovec, lovski bombnik, jurišnik in izvidnik. Dvosedežne verzije so se uporabljale tudi kot trenažerji. Zgrajeno je bilo skoraj 2000 letal, ki so jih izvozili v 21 držav. V uporabi je bil skoraj 60 let, zadnje vojaško letalo so upokojili leta 2014, nekaj letal še vedno leti.
7. septembra 1953 je Hunter s hitrostjo 1171 km/ podrl takratni svetovni rekord

## Specifikacije (Hunter F.6)
Podatki iz The Great Book of Fighters;Green, William and Gordon Swanborough. The Great Book of Fighters
Splošne karakteristike
- Posadka: 1
- Dolžina: 45 ft 11 in (14,00 m)
- Razpon kril: 33 ft 8 in (10,26 m)
- Višina: 13 ft 2 in (4,01 m)
- Površina kril: 349 ft² (32,42 m²)
- Teža praznega letala: 14122 lb (6405 kg)
- Naložena teža: 17750 lb (8050 kg)
- Maks. vzletna teža: 24600 lb (11158 kg)
- Pogon letala: 1 × Rolls-Royce Avon 207 turboreaktivni motor, 10145 lbf (45,13 kN)

 Zmogljivost 
- Maks. hitrost: Mach 0,94, 620 vozlov (715 mph, 1150 km/h) na nivoju morja
- Bojni dolet: 385 nmi (445 milj, 715 km)
- Največji doseg: 1650 nmi (1900 milj, 3060 km) z zunanjimi rezervaorji
- Višina leta: 50000 ft (15240 m)
- Hitrost vzpenjanja: 17200 ft/min (87,4 m/s)
- Obremenitev kril: 51,6 lb/ft² (251,9 kg/m²)
- Razmerje potisk/teža: 0,56

Oborožitev

- Strelno orožje: 4× 30 mm ADEN revolverski top, vsak s 150 naboji
- Nosilci za orožje: 4 podkrilni nosilci (7 na Singapurskih FGA/FR.74S) s kapaciteto 7.400 lb (3.400 kg) in zalogo orožja s kombinacijo:
  - Rakete: 

    - 4× izstreljevalci raket Matra (vsak s18 × SNEB 68 mm (2.68 in) raketami) ali
    - 32× Hispano SURA R80 80 mm raket][1]

  - Izstrelki: 

    - 4× AIM-9 Sidewinder rakete zrak-zrak na Singapurskih FGA/FR.74S[2] (dve na švicarskem Mk.58, nizozemskih F6 in švedskih Mk.50)
    - 4× AGM-65 Maverick rakete zrak-zemlja na singapurskih FGA/FR.74S (dve na švicarskem  Mk.58)

  - Bombe: širok razpon prostopadajočih bomb
  - Drugo: 2× 230 US gal (870 L; 190 imp gal) odvrgljiva rezervoarja

Letalska elektronika

- Ekco radar